# Primera División de Islas Cook 2021
La Primera División de Islas Cook 2021 fue la edición número 48 de la Primera División de Islas Cook.

## Participantes
- Avatiu FC
- Matavera FC
- Nikao Sokattack FC
- Puaikura FC
- Titikaveka FC
- Tupapa Maraerenga FC

## Tabla General
Actualizado el 3 de Diciembre de 2021.
| Pos. | Equipo                 | PJ. | PG. | PE. | PP. | GF. | GC. | DG. | Pts. | Clasificación a                            |
| ---- | ---------------------- | --- | --- | --- | --- | --- | --- | --- | ---- | ------------------------------------------ |
| 1    | Nikao Sokattack FC (C) | 15  | 12  | 1   | 2   | 38  | 6   | +32 | 37   | Campeón y Liga de Campeones de la OFC 2022 |
| 2    | Tupapa Maraerenga FC   | 15  | 11  | 1   | 3   | 43  | 15  | +28 | 34   |                                            |
| 3    | Titikaveka FC          | 15  | 6   | 4   | 5   | 27  | 27  | 0   | 22   |                                            |
| 4    | Avatiu FC              | 15  | 4   | 3   | 8   | 18  | 39  | -21 | 15   |                                            |
| 5    | Puaikura FC            | 15  | 2   | 4   | 9   | 12  | 30  | -18 | 10   |                                            |
| 6    | Matavera FC            | 15  | 1   | 5   | 9   | 17  | 38  | -21 | 8    |                                            |

| Bandera de Islas Cook                   |
| Campeón Nikao Sokattack FC. 7.mo título |